# Африканистика
Африкани́стика — комплекс дисциплин, изучающих экономику, социальные и политические проблемы, экономическую географию, историю, право, этнографию, языки, литературу и искусство народов Африки. В российской традиции африканистика занимается Чёрной Африкой.

## История
В Средние века большой вклад в изучение Африки внесли арабские учёные, купцы и путешественники (Аль-Масуди, Аль-Идриси, Ибн Хальдун, Лев Африканский и др.), побывавшие в Северной, Западной и Восточной Африке. Их труды, при практическом отсутствии внутренних письменных источников, являются основными источниками по истории Африки в Средние века.
В новое время изучение Африки шло параллельно с проникновением европейцев на континент. В 1795 году возникло «Лондонское географическое общество», в 1821 году — «Парижское географическое общество». Наиболее крупные путешественники этого времени — М. Парк, Д. Ливингстон, Г. Барт, Г. Швейнфурт, Р. Кайе, А. Булатович.
С конца XIX в. в Европе началось преподавание африканских языков (с 1887 года в Берлинском университете) и в специализированных школах, готовивших кадры для колониальной администрации.

## Российские африканисты
- Арсеньев, Владимир Романович
- Архангельская Александра Александровна
- Балезин, Александр Степанович
- Бондаренко, Дмитрий Михайлович
- Васильев, Алексей Михайлович
- Вавилов, Владимир Николаевич
- Власова, Ольга Александровна
- Выдрин, Валентин Феодосьевич
- Ганкин, Эммануил Берович
- Гевелинг, Леонид Владимирович
- Гиренко, Николай Михайлович
- Горнунг, Михаил Борисович (1926—2009)
- Громов, Михаил Дмитриевич
- Громова, Нелли Владимировна
- Давидсон, Аполлон Борисович
- Добронравин, Николай Александрович
- Желтов, Александр Юрьевич
- Жуков, Андрей Алексеевич
- Картузов, Станислав Петрович
- Кобищанов, Юрий Михайлович
- Коковцев, Матвей Григорьевич — первый русский «африканист»[2]
- Котляр, Елена Семеновна
- Куббель, Лев Евгеньевич (1929—1988)
- Летнев, Артём Борисович
- Львова, Элеонора Сергеевна
- Ляховская, Нина Дмитриевна
- Мазов, Сергей Васильевич
- Никифорова, Ирина Дмитриевна
- Ольдерогге, Дмитрий Алексеевич
- Орлова, Антонина Семёновна
- Поздняков, Константин Игоревич
- Потехин, Иван Изосимович
- Прожогина, Светлана Викторовна
- Ряузова, Елена Александровна
- Следзевский, Игорь Васильевич
- Снегирев, Игорь Леонтьевич
- Сова, Любовь Зиновьевна
- Субботин, Валерий Александрович
- Хазанов, Анатолий Михайлович
- Чернецов, Севир Борисович
- Шубин, Владимир Геннадиевич

## Ведущие российские центры подготовки африканистов
- Институт стран Азии и Африки при МГУ,
- Восточный факультет Санкт-Петербургского государственного университета
- МГИМО(У) МИД
- Центр востоковедения и африканистики Факультета истории, политологии и права Российского государственного гуманитарного университета
- Дагестанский государственный университет, факультет Востоковедения

## Исследовательские центры
- Институт Африки РАН
- Центр африканских исследований ИВИ РАН
- НП Росафроэкспертиза